# Aristolochia pueblana
Aristolochia pueblana är en piprankeväxtart som beskrevs av J.F. Ortega Ortiz & R.V. Ortega Ortiz. Aristolochia pueblana ingår i släktet piprankor, och familjen piprankeväxter. Inga underarter finns listade i Catalogue of Life.